# Чемпіонат Росії з футболу 2010
XIX чемпіонат Росії з футболу (офіційна назва — Росгосстрах чемпіонат Росії з футболу серед команд клубів Прем'єр-ліги) пройшов в 2010.

## Регламент
Повний текст регламенту Росгосстрах чемпіонату Росії з футболу серед команд клубів Прем'єр-ліги 2009 року опубліковано на сайті Російської футбольної прем'єр-ліги.

### Перехід до першого дивізіону
Як і в попередні сезони, команди, що зайняли 15-е і 16-е місця за підсумками чемпіонату, покинули Чемпіонат та перейшли в Перший дивізіон ПФЛ. Цими командами стали «Сибір» та «Аланія».

### Визначення місць команд
У разі рівності очок у двох або більше числа команд для розподілу місць будуть використані показники в такому порядку:
1. Число перемог у всіх матчах
2. Результати особистих зустрічей (число очок, кількість перемог, різниця забитих і пропущених м'ячів, кількість забитих м'ячів, число забитих м'ячів на виїзді)
3. Різниця забитих і пропущених м'ячів у всіх матчах
4. Число забитих м'ячів у всіх матчах
5. Число забитих м'ячів на виїзді в усіх матчах
6. У поточній таблиці чемпіонату - місце в попередньому чемпіонаті, у підсумковій - результат додаткового матчу (або турніру - якщо число таких команд більше двох) (див. нижче).

### Додатковий матч
24 січня 2008 року на засіданні Виконкому РФС було внесено зміну до регламенту чемпіонату Росії серед команд Прем'єр-Ліги, що стосується визначення місця команд за підсумками турніру. Тепер при рівності всіх описаних у регламенті показників у двох і більше команд у всіх випадках буде гратися додатковий матч (турнір) між цими командами. Раніше можливість такого матчу (турніру) передбачалася лише для визначення чемпіона (при цьому додаткове змагання в цьому випадку проводиться незалежно від будь-яких показників).
Всього в історії проведення чемпіонату Росії володар золотих медалей визначався в «золотому матчі» двічі — в 1996 і в 2002 році.

### Ліміт на легіонерів
У сезонах 2009 і 2010 років кількість легіонерів, які виходять на поле в складі однієї команди, обмежено шістьма гравцями (на одного менше в порівнянні з сезоном 2008). Легіонером вважається гравець, який не має паспорта і громадянства Російської Федерації. Незважаючи на пропозицію загальних зборів РФПЛ вважати легіонерами футболістів, які не мають права виступати за російську збірну, на засіданні Виконкому РФС трактування поняття залишена незмінною.
За порушення передбачений штраф в розмірі 500 000 рублів і технічну поразку з рахунком 0:3.

## Розподіл місць в єврокубках за підсумками турніру
Переможець чемпіонату і команда, що зайняла друге місце, почнуть свій виступ в  Лізі чемпіонів сезону  2011-2012 з групового етапу. Команда, яка посіла третє місце, - з 3-го кваліфікаційного раунду Ліги чемпіонів. Клуби, що зайняли 4 і 5 місця, візьмуть участь в  Лізі Європи 2011-2012 з раунду плей-оф.
Фіналіст  Кубка Росії, якщо його суперником буде команда, яка забезпечила собі участь в  Лізі чемпіонів, братиме участь в 3-му кваліфікаційному раунді  Лізі Європи 2011-2012, якщо команда виграє  Кубок Росії, то візьме участь в  Лізі Європи 2011-2012 з раунду плей-оф. Якщо обидва фіналісти забезпечили собі вихід до єврокубків заздалегідь, місце в 3-му кваліфікаційному раунді  Ліги Європи 2011-2012 дістанеться команді, що фінішувала на 6-му місці в чемпіонаті Росії.

## Учасники

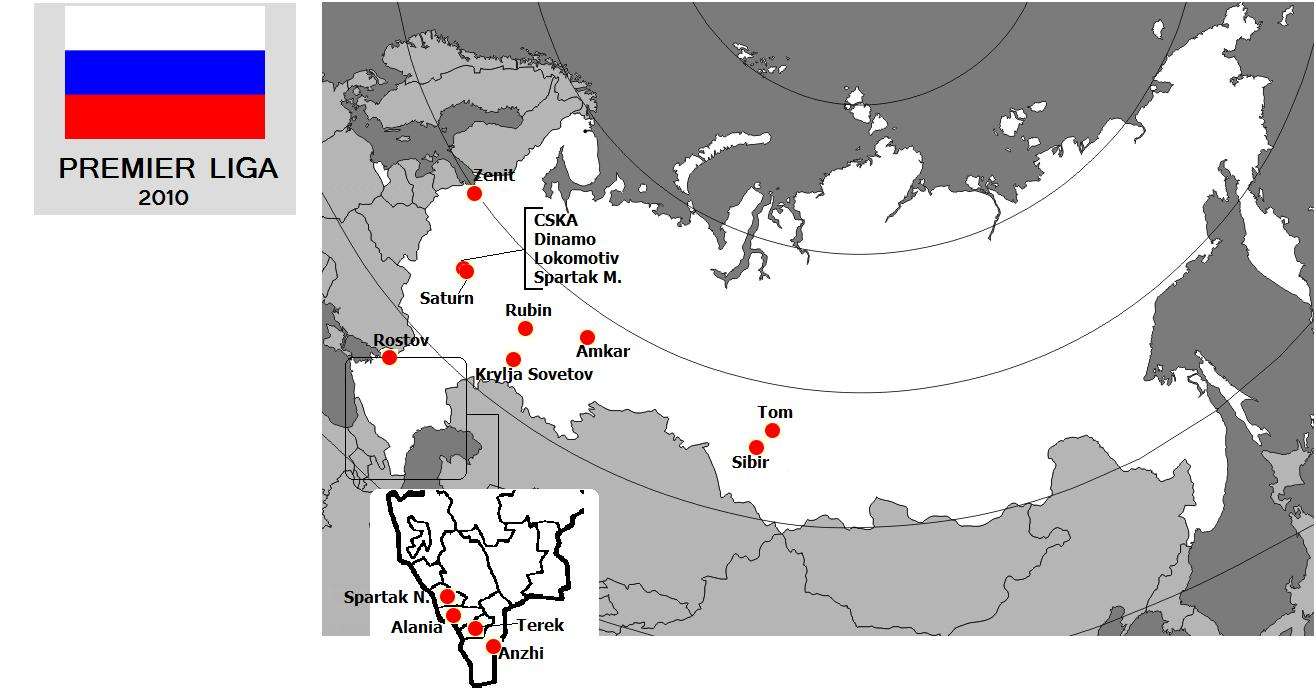
Мапа клубів-учасників

ФК Москва 16 лютого 2010 року була офіційно виключена з Прем'єр-ліги після відповідного звернення керівництва клубу в РФПЛ. Клуб знявся з чемпіонату після того, як його спонсор, «Норільський нікель», ухвалив рішення не фінансувати виступ клубу у Прем'єр-лізі. Місце «Москви» зайняла владикавказька «Аланія» — команда, яка посіла третє місце в Першому дивізіоні ПФЛ в 2009 році. У 2010 році, таким чином, в чемпіонаті Росії брали участь команди:
| Клуб               | Місто           | Стадіон         | Місткість | Генеральні спонсори                 |
| ------------------ | --------------- | --------------- | --------- | ----------------------------------- |
| «Аланія»           | Владикавказ     | Спартак         | 32464     | Адміністрація Північної Осетії      |
| «Амкар»            | Перм            | Зірка           | 19 500    | Адміністрація Пермського краю       |
| «Анжі»             | Махачкала       | Динамо          | 16 000    | Адміністрація республіки Дагестан   |
| «Динамо»           | Москва          | Арена Химки     | 18 000    | ВТБ                                 |
| «Зеніт»            | Санкт-Петербург | Петровський     | 21725     | Газпром                             |
| «Крила Рад»        | Самара          | Металург        | 32 990    | Ростехнології                       |
| «Локомотив»        | Москва          | Локомотив       | 28 800    | РЖД                                 |
| «Рубін»            | Казань          | Центральний     | 30133     | Татенерго ТАИФ                      |
| «Ростов»           | Ростов-на-Дону  | Олімп-2         | 17 000    | Адміністрація Ростовської області   |
| «Сатурн»           | Раменське       | Сатурн          | 16 500    | Адміністрація Московської області   |
| «Сибір»            | Новосибірськ    | Спартак         | 12 500    | СІБМОСТ, РАТМ, Марія-Ра             |
| «Спартак»          | Москва          | Лужники         | 78 360    | ЛУКОЙЛ                              |
| «Спартак-Нальчик » | Нальчик         | Спартак         | 14 400    | Адміністрація Кабардино-Балкарії    |
| «Терек»            | Грозний         | ім. Білімханова | 10 300    | Адміністрація Чеченської республіки |
| «Том»              | Томськ          | Праця           | 15 000    | Адміністрація Томської області      |
| ЦСКА               | Москва          | Арена Химки     | 18000     | Башнефть                            |

## Турнірна таблиця
| М  | Команда         | І  | В  | Н  | П  | РМ    | О  |
| -- | --------------- | -- | -- | -- | -- | ----- | -- |
| 1  | Зеніт           | 30 | 20 | 8  | 2  | 61−21 | 68 |
| 2  | ЦСКА            | 30 | 18 | 8  | 4  | 51−22 | 62 |
| 3  | Рубін           | 30 | 15 | 13 | 2  | 37−16 | 58 |
| 4  | Спартак         | 30 | 13 | 10 | 7  | 43−33 | 49 |
| 5  | Локомотив       | 30 | 13 | 9  | 8  | 34−29 | 48 |
| 6  | Спартак-Нальчик | 30 | 12 | 8  | 10 | 40−37 | 44 |
| 7  | Динамо          | 30 | 9  | 13 | 8  | 38−31 | 40 |
| 8  | Том             | 30 | 10 | 7  | 13 | 35−43 | 37 |
| 9  | Ростов          | 30 | 10 | 4  | 16 | 27−44 | 34 |
| 10 | Сатурн*         | 30 | 8  | 10 | 12 | 27−38 | 34 |
| 11 | Анжі            | 30 | 9  | 6  | 15 | 29−39 | 33 |
| 12 | Терек           | 30 | 8  | 9  | 13 | 28−34 | 33 |
| 13 | Крила Рад       | 30 | 7  | 10 | 13 | 28−40 | 31 |
| 14 | Амкар           | 30 | 8  | 6  | 16 | 24−35 | 30 |
| 15 | Аланія*         | 44 | 12 | 5  | 27 | 37−60 | 41 |
| 16 | Сибір           | 30 | 4  | 8  | 18 | 34−58 | 20 |

Примітки: 

1. Клуб Аланія взяв участь у Лізі Європи УЄФА 2011—2012 як фіналіст Кубку Росії 2010—2011.

2. Клуб Сатурн через борги був виключений з Прем'єр-Ліги після закінчення сезону.

Позначення:
|  | — участь у груповому раунді Ліги чемпіонів УЄФА 2011—2012        |
|  | — участь у кваліфікаційному раунді Ліги чемпіонів УЄФА 2011—2012 |
|  | — участь у кваліфікаційному раунді Ліги Європи УЄФА 2011—2012    |
|  | — клуб, що залишив Прем'єр-лігу                                  |

## Результати
|           | Руб | СпМ | Зен | Лок | ЦСК | Сат | Дин | Том | Кри | СпН | Тер | Амк | Рос | Анж | Сиб | Ала |
| --------- | --- | --- | --- | --- | --- | --- | --- | --- | --- | --- | --- | --- | --- | --- | --- | --- |
| Рубін     |     | 1:1 | 2:2 | 2:0 | 0:1 | 2:0 | 2:0 | 2:1 | 3:0 | 1:1 | 0:0 | 3:0 | 2:1 | 0:0 | 1:0 | 1:0 |
| Спартак М | 0:1 |     | 1:0 | 2:1 | 1:2 | 2:1 | 0:1 | 4:2 | 0:0 | 0:0 | 2:1 | 2:2 | 2:1 | 3:0 | 5:3 | 3:0 |
| Зеніт     | 2:0 | 1:1 |     | 1:0 | 1:3 | 6:1 | 1:1 | 2:0 | 0:0 | 3:1 | 0:0 | 2:0 | 5:0 | 2:1 | 2:0 | 3:0 |
| Локомотив | 0:0 | 2:3 | 0:3 |     | 1:0 | 0:1 | 3:2 | 2:1 | 3:0 | 1:0 | 2:1 | 2:0 | 0:1 | 2:1 | 1:1 | 3:0 |
| ЦСКА      | 0:0 | 3:1 | 0:2 | 1:1 |     | 1:1 | 0:0 | 3:1 | 4:3 | 1:2 | 4:1 | 1:0 | 2:0 | 4:0 | 1:0 | 2:1 |
| Сатурн    | 0:0 | 0:0 | 0:1 | 0:1 | 1:1 |     | 3:2 | 1:2 | 1:1 | 3:1 | 1:0 | 2:2 | 0:2 | 1:0 | 1:1 | 1:1 |
| Динамо    | 2:2 | 1:1 | 1:2 | 3:0 | 0:0 | 1:0 |     | 0:0 | 1:1 | 0:3 | 3:1 | 1:1 | 3:2 | 4:0 | 4:1 | 2:0 |
| Том       | 0:1 | 2:2 | 0:0 | 1:1 | 0:3 | 2:2 | 1:0 |     | 1:1 | 1:0 | 2:1 | 1:0 | 2:1 | 1:4 | 3:2 | 1:1 |
| Крила Рад | 0:2 | 0:0 | 0:1 | 0:0 | 0:1 | 2:1 | 1:0 | 2:3 |     | 2:0 | 1:3 | 1:1 | 1:2 | 3:0 | 1:1 | 1:0 |
| Спартак Н | 1:1 | 0:2 | 2:3 | 1:1 | 1:1 | 2:0 | 0:1 | 4:2 | 1:0 |     | 2:1 | 2:1 | 5:2 | 1:3 | 4:2 | 2:1 |
| Терек     | 1:1 | 2:0 | 0:0 | 0:0 | 0:3 | 2:0 | 1:1 | 1:0 | 2:0 | 1:1 |     | 1:0 | 1:1 | 1:3 | 1:1 | 2:0 |
| Амкар     | 0:1 | 0:2 | 0:2 | 1:2 | 0:0 | 0:1 | 0:1 | 2:1 | 2:1 | 3:1 | 2:0 |     | 1:0 | 1:0 | 3:1 | 1:0 |
| Ростов    | 0:2 | 1:0 | 1:3 | 1:2 | 1:0 | 1:0 | 1:1 | 0:2 | 1:2 | 1:1 | 1:0 | 2:1 |     | 1:0 | 0:1 | 0:1 |
| Анжі      | 0:1 | 0:1 | 3:3 | 0:1 | 1:2 | 1:2 | 1:1 | 1:0 | 0:0 | 0:0 | 1:0 | 1:0 | 1:2 |     | 1:0 | 2:0 |
| Сибір     | 2:2 | 0:0 | 2:5 | 2:2 | 1:4 | 0:1 | 2:2 | 0:1 | 4:1 | 0:2 | 0:2 | 1:0 | 2:0 | 2:4 |     | 1:2 |
| Аланія    | 1:1 | 5:2 | 1:3 | 0:0 | 1:3 | 1:1 | 0:0 | 2:1 | 2:3 | 1:0 | 2:1 | 0:0 | 0:0 | 0:0 | 2:1 |     |

## Найкращі бомбардири
| # | Футболіст          | Команда       | Голів   |
| - | ------------------ | ------------- | ------- |
| 1 | Веллітон           | «Спартак» (М) | 19      |
| 2 | Олександр Алієв    | «Локомотив»   | 14 (3)* |
| 3 | Сергій Корніленко  | «Том»/«Рубін» | 14 (6)* |
| 4 | Олександр Кержаков | «Зеніт»       | 13      |

* з них с пенальті.